# Kevin Vickers

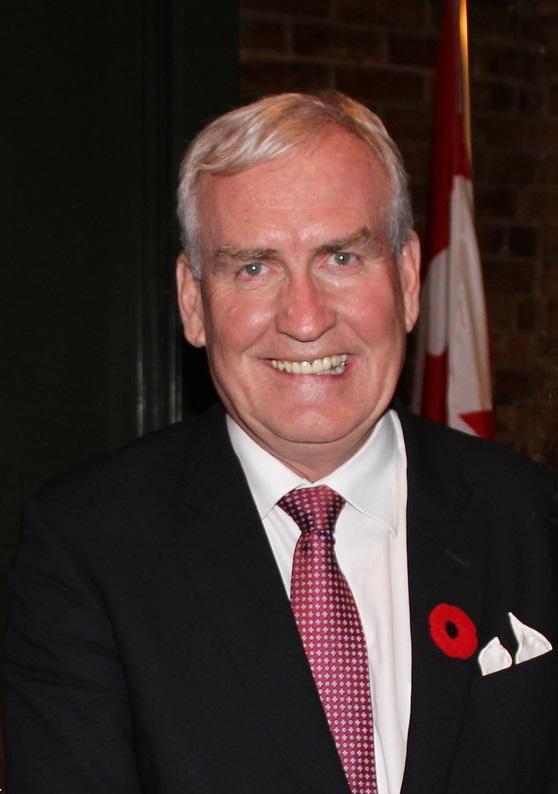
Kevin Vickers

Kevin Michael Vickers (* 29. September 1956 in Chatham, New Brunswick) ist ein kanadischer Politiker, Diplomat und Polizist. Von 2019 bis 2020 war er Vorsitzender der politischen Partei New Brunswick Liberal Association. Von 2015 bis 2019 war er kanadischer Botschafter in Irland. Von 2006 bis 2015 war er Sergeant-at-Arms des Unterhauses.
Im 2014 erschossen Vickers und Curtis Barrett während der Amoklauf am Parliament Hill den islamischen Terroristen Michael Zehaf-Bibeau.

## Leben und Karriere
Vickers wurde am 29. September 1956 in Chatham, New Brunswick geboren. Seine Vorfahren waren während der Große Hungersnot in Irland aus County Laois, Irland nach Kanada eingewandert. Vickers Mutter war Krankenschwester und sein Vater besaß eine Molkerei.
Vickers war 29 Jahre lang Polizist bei der Royal Canadian Mounted Police. Während dieser Zeit arbeitete er 10 Jahre in Alberta und 10 Jahre in Nordwest-Territorien. Während seiner Zeit als Polizist arbeitete er daran, die Beziehungen zwischen der Royal Canadian Mounted Police und den Indigenen Völkern sowie Muslimen zu verbessern. Während seiner Polizeikarriere sorgte er auch für die Sicherheit wichtiger Besucher in Kanada, darunter Elisabeth II. und Andrew, Duke of York.
Im 2005 wurde Vickers Sicherheitsdirektor von Unterhaus. Am 1. September 2006 wurde er Sergeant-at-Arms des Unterhauses und trat die Nachfolge von Generalmajor Maurice Gaston Cloutier an. Als Sergeant-at-Arms erlaubte er Sikh-Abgeordneten, im Unterhaus den Kirpan zu tragen.
Am 22. Oktober 2014 kam es zum Amoklauf am Parliament Hill. Nachdem er Korporal Nathan Cirillo am Nationales Kriegsdenkmal erschossen hatte, betrat der Dschihadist Michael Zehaf-Bibeau das Parlament von Kanada. Vickers und der Polizist Curtis Barrett waren vor dem Eingang der Parlamentsbibliothek in eine Schießerei mit Zehaf-Bibeau verwickelt. Vickers und Barrett schossen mehrfach auf Zehaf-Bibeau und töteten ihn.
Am 21. Januar 2015 wurde Vickers zum kanadischen Botschafter in Irland ernannt. Im 2019 ersetzte Nancy Smyth Vickers als Botschafterin in Irland. Im Mai 2016 war er in eine Rauferei mit einem Mann verwickelt, der eine Gedenkzeremonie zum Osteraufstand in Dublin störte.
Im März 2019 gab Vickers bekannt, dass er nach dem Rücktritt von Brian Gallant als Kandidat für den Parteivorsitz der New Brunswick Liberal Association kandidieren werde. Im April wurde er Parteivorsitzender, nachdem sein Gegenkandidat René Ephestion seine Kandidatur zurückgezogen hatte. Vickers führte die New Brunswick Liberal Association bei der New Brunswick Provinzwahl 2020 an. Bei der Wahl unterlagen Vickers und seine Partei dem amtierenden Premierminister von New Brunswick, Blaine Higgs, und seiner Progressive Conservative Party of New Brunswick. Auch bei dieser Wahl wurde Vickers nicht in die Legislativversammlung von New Brunswick gewählt. Er erhielt 28,64 % der Stimmen und unterlag im Wahlkreis Miramichi der amtierenden Abgeordneten Michelle Conroy von der People's Alliance of New Brunswick. Im September 2020 trat Vickers als Parteivorsitzender der New Brunswick Liberal Association zurück. Seine Nachfolgerin wurde Susan Holt.
Nach dem Rücktritt von Justin Trudeau als Vorsitzender der Liberale Partei Kanadas unterstützte Vickers Karina Gould in ihrem Wahlkampf um den Parteivorsitz. Am 9. März 2025 belegte Gould hinter Chrystia Freeland und dem Gewinner Mark Carney den dritten Platz.

## Auszeichnungen
- Star of Courage (2016)[23]
- Order of New Brunswick (2015)[24]
- Queen Elizabeth II Golden Jubilee Medal (2002)[25]